# 大阪ファッションデザイン専門学校
大阪ファッションデザイン専門学校（おおさかファッションデザインせんもんがっこう）は、かつて大阪市福島区にあった専修学校。学校法人西口学園が運営していた。

## 沿革
- 1953年 創立
- 1977年 野田文化服装学院から野田文化服装専門学校に改称
- 1984年 野田文化服装専門学校から阪神ファッション工芸専門学校に改称
- 2007年 阪神ファッション工芸専門学校から校名変更
- 2016年3月31日 閉校

跡地は現在、英風女子高等専修学校 別館となっている。

## 学科
- ファッションクリエート科
- ファッショングッズクリエート科

## 所在地
- 〒553-0006 大阪市福島区吉野4-2-13

最寄り駅は、JR野田駅・大阪市営地下鉄千日前線 玉川駅